# Nicola Porta (patriarca)
Nicola Porta, noto anche come Nicola di Castro Arquato o Nicolò di Piacenza (Castell'Arquato, ... – Mirano, 1251) è stato un patriarca cattolico italiano.
Originario di Piacenza, fu vescovo di Spoleto.
Nel 1234, Papa Gregorio IX lo scelse per occupare la sede latina di Costantinopoli, vacante da oltre un anno.
Nel 1245 intervenne al Concilio di Lione, in cui espose il triste stato della propria Chiesa, alla quale aveva stornato tutte le sue rendite. 
Morì nel 1251 a Mirano e fu sepolto nella Chiesa dei frati minori. Dopo la sua morte, la cattedra latina di Costantinopoli rimase vacante per due anni.